# Psilotornus audacirrus
Psilotornus audacirrus är en plattmaskart. Psilotornus audacirrus ingår i släktet Psilotornus och familjen Psilostomatidae. Inga underarter finns listade i Catalogue of Life.